# Джеймс, Оливер
Оливер Джеймс Хадсон (англ. Oliver James Hudson; 1 июня 1980 года, Оттершоу, Англия, Великобритания) — английский музыкант, певец, поэт-песенник, актёр.

## Биография
В 18 лет Оливер Джеймс заработал денег на самые крутые кроссовки во всей округе, работая на кухне в пабе своего отца, в английской деревне Клаверинг, являющейся частью графства Эссекс. Вырос в Великобритании, в городе Отершоу.

## Карьера
В течение 2002 года Оливер был участником формирующегося бой-бэнда. Первым появлением Джеймса на экране была эпизодическая роль в короткометражном фильме School’s Out (2002); потом появился в 2003 году в одном из эпизодов в сериале The Afternoon Play. Окончил Гилфордскую школу актёрского мастерства. Оставив группу он переехал в Лос-Анджелес и снялся в американской романтической комедии Чего хочет девушка, где он исполнил роль Яна Уоллеса. Специально для роли в фильме Джеймс учился играть на гитаре и исполнил две песни Long Time Coming и Greatest Story Ever Told, являющиеся саундтреками к фильму. В 2004 году выходит картина Суперзвезда с его участием. Следующая его роль — студент юридического факультета в сериале The Innocence Project. В 2009 году вышел фильм Трое в каноэ 2: Зов природы, где Оливер исполнил главную роль.

## Фильмография
| Год       |    | Русское название            | Оригинальное название              | Роль                       |
| --------- | -- | --------------------------- | ---------------------------------- | -------------------------- |
| 2002      | тф |                             | School's Out                       | Дин                        |
| 2003      | с  |                             | The Afternoon Play                 | Дэйв                       |
| 2003      | ф  | Чего хочет девушка          | What a Girl Wants                  | Ян Уоллес                  |
| 2004      | ф  | Суперзвезда                 | Raise Your Voice                   | Джей Корган                |
| 2006—2007 | с  |                             | The Innocence Project              | Ник Бенитз                 |
| 2009      | в  | Трое в каноэ 2: Зов природы | Without a Paddle: Nature's Calling | Бен                        |
| 2011      | тф | Убийственная поездка        | Roadkill                           | Райан                      |
| 2012      | тф | Черный лес                  | Black Forest                       | Галлен                     |
| 2012      | с  | Тёмные материи              | Dark Matters: Twisted But True     | Темпалов / Заключенный 043 |